# Shannon (Illinois)
Shannon és una població dels Estats Units a l'estat d'Illinois. Segons el cens del 2000 tenia 854 habitants.

## Demografia
Segons el cens del 2000, Shannon tenia 854 habitants, 337 habitatges, i 232 famílies. La densitat de població era de 686,9 habitants/km².
Dels 337 habitatges en un 29,4% hi vivien nens de menys de 18 anys, en un 61,1% hi vivien parelles casades, en un 5,6% dones solteres, i en un 30,9% no eren unitats familiars. En el 27,6% dels habitatges hi vivien persones soles el 14,2% de les quals corresponia a persones de 65 anys o més que vivien soles. El nombre mitjà de persones vivint en cada habitatge era de 2,44 i el nombre mitjà de persones que vivien en cada família era de 2,99.
Per edats la població es repartia de la següent manera: un 24,8% tenia menys de 18 anys, un 4,8% entre 18 i 24, un 23,9% entre 25 i 44, un 24% de 45 a 60 i un 22,5% 65 anys o més.
L'edat mediana era de 42 anys. Per cada 100 dones de 18 o més anys hi havia 87,7 homes.
La renda mediana per habitatge era de 42.500 $ i la renda mediana per família de 48.083 $. Els homes tenien una renda mediana de 32.292 $ mentre que les dones 21.667 $. La renda per capita de la població era de 21.108 $. Aproximadament el 3,5% de les famílies i el 7,4% de la població estaven per davall del llindar de pobresa.

## Poblacions més properes
El següent diagrama mostra les poblacions més properes.